# Boehm-Titration
Die Boehm-Titration ist eine nasschemische Methode zur quantitativen Analyse von sauerstoffhaltigen funktionellen Gruppen auf der Oberfläche von porösen Kohlenstoffmaterialien und geht auf Hanns-Peter Boehm zurück.

## Geschichte
In der 1964 veröffentlichten Arbeit Surface Oxides of Carbon beschäftigten sich Boehm, Diehl, Heck und Sappok mit sauerstoffhaltigen Oberflächengruppen auf amorphen Kohlenstoffmaterialien. Die Oberflächenfunktionalisierung wurde durch Neutralisation mit verschieden starken Basen untersucht. Dazu wurden die Kohlenstoffproben mit 0,05 N bis 0,1 N Lösungen von {\displaystyle {\ce {NaHCO3}}}, {\displaystyle {\ce {Na2CO3}}}, {\displaystyle {\ce {NaOH}}} oder {\displaystyle {\ce {NaOC2H5}}} neutralisiert. Die restliche Basenmenge wurde anschließend durch Titration mit verdünnter Salzsäure ermittelt. Sie beobachteten, dass beim gleichen Kohlenstoffmaterial die Menge der Basen, die zur Neutralisation benötigt wurde, mit der Stärke der Base zunahm. Sie führten dies auf die Anwesenheit von vier unterschiedlich sauren funktionelle Gruppen zurück. Durch verschiedene organische Nachweisreaktionen (zum Beispiel Umsetzung mit Diazomethan und anschließender Verseifung mit heißer Salzsäure) wurden die Gruppen schließlich als Carboxyl-, Lacton- und Phenol- und Carbonylgruppen identifiziert.

## Prinzip
Bei der Boehm-Titration können durch volumetrische Titration sauerstoffhaltige funktionelle Gruppen auf Kohlenstoffmaterialien quantifiziert werden. Dazu können insgesamt vier Reaktionsbasen verwendet werden. Als wässriger Reaktionsbasen werden Lösungen von Natriumhydrogencarbonat, Natriumcarbonat und Natriumhydroxid verwendet. Weiterhin kann auch eine wasserfreie Natriumethanolat-Lösung als Reaktionsbase verwendet werden. Grundsätzlich können mit Hilfe der wässrigen Reaktionsbasen saure funktionelle Gruppen neutralisiert werden. So können Carboxyl-, Lacton- beziehungsweise Lactol- und Phenolgruppen quantifiziert werden. Durch Verwendung von einer Natriumethanolatlösung kann weiterhin die Menge von Carbonylgruppen bestimmt werden. Grund dafür sind die pKS-Werte der Reaktionsbasen. Es wird angenommen, dass die Base alle Gruppen neutralisiert, die saurer sind als die Base selbst. Natriumhydrogencarbonat ist mit pKS=6,4 die schwächste Basen und kann daher nur Carboxygruppen deprotonieren. Die nächststärkere Base Natriumcarbonat (pKS=10,3) kann sowohl Carboxygruppen deprotonieren als auch mit Lactongruppen unter Hydrolyse reagieren. Natriumhydroxid ist mit pKS=15,7 die stärkste Base und kann mit den zuvor genannten funktionellen Gruppen und Phenolgruppen reagieren. Es wird davon ausgegangen, dass Anhydride ohne Baseneinfluss zu zwei Carboxygruppen hydrolysieren. Diese können im Anschluss durch die Reaktionsbase neutralisiert werden. Bei den Carboxyl- und Phenolgruppen handelt es sich um Brønsted-Säuren. Die Reaktion ist folglich eine Säure-Basen-Reaktion. Lactongruppen besitzen allerdings keine aciden Protonen; bei der Reaktion handelt es sich stattdessen um eine baseninduzierte Hydrolyse. Beim Ethanolat handelt es sich mit pKS=20,6 um die stärkste verwendete Base. Die Reaktion mit den Carbonylgruppen folgt aber nicht dem Säure-Basen-Konzept nach Brønsted. Bei der Carbonylgruppe handelt es sich um eine Lewis-Säure. Das Ethanolat-Ion reagiert als Lewis-Base, dabei entsteht ein deprotoniertes Halbacetal.